# Fradley South
Fradley South – osada w Anglii, w hrabstwie Staffordshire. Leży 5 km od miasta Lichfield. W 2016 miejscowość liczyła 2210 mieszkańców.